# تروي (فيرمونت)
تروي (بالإنجليزية: Troy, Vermont)‏ هي بلدة تقع في مقاطعة أورليانز (فيرمونت) بولاية فيرمونت في الولايات المتحدة. تأسست عام October 28, 1801، تبلغ مساحتها 93.4 (كم²)، وترتفع عن سطح البحر 311 م، بلغ عدد سكانها 1677 نسمة في عام 2009 حسب إحصاء مكتب تعداد الولايات المتحدة وتصل الكثافة السكانية فيها 16.7 نسمة/كم2.

## وصلات خارجية
- The US50 - Cities and Towns in Vermont State
- Vermont Cities and Towns, Facts, Map, Flag, Colleges, Government, and More